# Gymnastes (Paragymnastes) flavitibia
Gymnastes (Paragymnastes) flavitibia is een tweevleugelige uit de familie steltmuggen (Limoniidae). De soort komt voor in het Palearctisch gebied.